# 6 août 1944
Le dimanche 6 août 1944 est le 219e jour de l'année 1944.

## Naissances
- Alain Lestié, peintre et illustrateur français
- Avinash Dixit, économiste américain
- Burt Blanca, chanteur et guitariste de rock'n roll
- Dominique Bentejac, cavalier français de concours complet
- Irene Ravache, actrice brésilienne
- Patrick Esclafer de la Rode (mort le 22 février 2015), historien français
- Pham Gia Khiem, homme politique vietnamien
- Thomas Ferenczi, journaliste français

## Décès
- Antonin Perbosc (né le 25 octobre 1861), écrivain occitan
- Claude Chandon (né le 29 octobre 1894), militaire français
- Dietrich Kraiß (né le 16 novembre 1889), militaire allemand
- Franciszek Brzeziński (né le 6 septembre 1867), compositeur polonais
- Joseph Colmant (né le 30 juin 1903), résistant belge

## Événements
- Fin de la bataille de Caen
- Début de l'Offensive d'Osovets
- Création du club de football brésilien Sertãozinho Futebol Clube